# نوپسرها سیشلاروم
نوپسرها سِیشِلاروم یک گونه سوسک از خانوادهٔ سوسک‌های شاخک‌دراز است. استفان فون برونینگ در سال ۱۹۸۲ این گونه را توصیف و بررسی کرد.